# ماساشی ابارا
ماساشی ابارا (انگلیسی: Masashi Ebara؛ زادهٔ ۴ مهٔ ۱۹۵۳) صداپیشه، بازیگر سینما، و بازیگر تلویزیون اهل ژاپن است. وی از سال ۱۹۷۳ میلادی تاکنون مشغول فعالیت بوده‌است.
از فیلم‌ها یا برنامه‌های تلویزیونی که وی در آن نقش داشته‌است می‌توان به شوگون اشاره کرد.